# 兇猛背唇隆頭魚
兇猛背唇隆頭魚，為輻鰭魚綱鱸形目隆頭魚亞目隆頭魚科的其中一種，分布於澳洲南部海域，體長可達50厘米，棲息在礁石區海域。

## 擴展閱讀
維基物種上的相關：兇猛背唇隆頭魚